# コルネリス・ファン・ステーニス
コルネリス・ファン・ステーニス、Cornelis Gijsbert Gerrit Jan "Kees" van Steenis、1901年10月31日 - 1986年5月14日）は、オランダの植物学者である。東南アジアの植物の分類学、植物地理学の多くの著書で知られる。

## 略歴
ユトレヒトで生まれた。地元の高校卒業後、ユトレヒト大学で学び、1927年に博士号を得た。1927年からインドネシアのボゴール植物園で働いた。1935年からオランダ東インド博物学会の学術誌、"Tropical Nature"の編集者の1人となった。1946年から1949年はオランダに戻り、オランダ国立植物標本館が発行した、"Flora Malesiana"（『マレー地域の植物』、マレーシア､インドネシア、フィリピン、ニューギニアの植物についのもっとも権威ある文献とされる）の編集に携わった。1949年から1950年にかけて、再びボゴールに渡った。1950年から1986年の間はフローラ・マレーシアナ財団（Flora Malesiana Foundation）の所長を務め、1951年にアムステルダムのオランダ王立熱帯研究所の教授を務めた。1962年から1972年の間は、オランダ国立植物標本館の館長を務めた。
アカネ科の属名、Steenisiaに献名されている。